# Matt Shakman
Matt Shakman (Ventura, California, 8 de agosto de 1975) es un director de cine, televisión y teatro estadounidense. Produjo y dirigió WandaVision y ha dirigido episodios de The Great, It's Always Sunny in Philadelphia, Fargo y Game of Thrones. Es el director artístico del Geffen Playhouse en Los Ángeles, California.

## Biografía
Shakman nació y creció en Ventura, California. Su padre judío y su madre católica mantuvieron un hogar relativamente secular, y su matrimonio interreligioso fue motivo de conflicto con su abuela paterna judía. Después de actuar de niño, comenzando con anuncios y consiguiendo un papel de serie regular en Just the Ten of Us, se alejó para asistir a The Thacher School en Ojai. Shakman asistió a la Universidad de Yale, donde se graduó con una doble especialización en historia del arte y teatro. Fue en Yale donde Shakman se interesó por el teatro, llegando a dirigir varias producciones escénicas. Después de la universidad, Shakman vivió en Nueva York durante varios años antes de mudarse definitivamente a Los Ángeles. Se casó con Maggie Malone en 2012. En 2016, tuvieron una hija llamada Maisie.

## Trayectoria
Como actor infantil, Shakman interpretó a Graham "J.R." Lubbock, Jr. en la serie derivada de "Los problemas crecen" , "Solo nosotros diez" (1988-1990). Sus otros créditos televisivos incluyen "La vida en la sombra" , "Autopista al cielo" , "Diff'rent Strokes" , "Juzgado de guardia" , "Buenos días Miss Bliss" y "Webster". También apareció en las películas "Una noche en el castillo mágico" (1988) y "Conoce a los Hollowheads" (1989).
Shakman es el fundador y director artístico del Black Dahlia Theatre (BDT) en Los Ángeles, que fue nombrado una de "una docena de compañías estadounidenses jóvenes que debes conocer" por la revista American Theatre.
Desde 2002, Shakman se ha dedicado principalmente a la dirección de televisión. Entre sus créditos se encuentran Succession, Mad Men, Six Feet Under, The Boys, The Great, House M. D.', Fargo, y It's Always Sunny in Philadelphia.
Shakman dirigió los episodios "The Spoils of War" y "Eastwatch" para la séptima temporada de la serie de Game of Thrones de HBO en 2017. En agosto de ese mismo año, Shakman fue nombrado nuevo director artístico del Geffen Playhouse de Los Ángeles.
En 2017, TriStar Pictures anunció que Shakman dirigiría su próxima adaptación cinematográfica "de acción real/híbrida" de The Phantom Tollbooth. En 2018, Shakman abandonó el proyecto debido a conflictos de programación.
En 2021, Shakman dirigió y produjo ejecutivamente la serie de eventos WandaVision para Disney+. Ese mismo año, se reveló que Shakman dirigiría una película de la franquicia Star Trek'. A fines de agosto de 2022, Shakman estaba en conversaciones iniciales para dirigir la película de Marvel Studios, Los Cuatro Fantásticos: Primeros Pasos, que se estrenaría en 2025, en reemplazo de Jon Watts, quien abandonó el proyecto para tomarse un descanso de las películas de superhéroes.  El 26 de agosto de 2022, Shakman abandonó la película de Star Trek , citando "problemas de programación",  antes de ser confirmado como el director de Los Cuatro Fantásticos solo unas semanas después. Cuando se le preguntó por qué eligió hacer Los Cuatro Fantásticos en lugar de Star Trek , Shakman dijo: "Las películas tienen diferentes viajes y ritmos, y los cronogramas son un poco cambiantes, así que cuando surgió la oportunidad de Los Cuatro Fantásticos , fue muy difícil dejarla pasar y volver a casa, a Marvel, un lugar en el que trabajé en WandaVision , con esas personas que son maravillosos colaboradores".

## Filmografía

### Películas
- The Fantastic Four: First Steps

### Televisión
- The Good Guys
- Ugly Betty
- House M.D.
- Psych
- It's Always Sunny in Philadelphia
- Brothers & Sisters
- The Nine
- The Riches
- What About Brian
- Everybody Hates Chris
- Men in Trees
- Everwood
- Inconceivable
- Kitchen Confidential
- Six Feet Under
- Boston Legal
- One Tree Hill
- Huff
- Mad Men
- Still Life
- Judging Amy
- Summerland
- Oliver Beene
- Once and Again
- Revenge
- You're the Worst
- Fargo
- The Good Wife
- Game of Thrones
- Strange Angel
- The Boys
- Succession
- WandaVision
- The Great
- Godzilla and the Titans (serie del MonsterVerse)